# Ecologism
Ecologismul este o ideologie, mișcare socială și filozofie vastă, preocupată de conservarea mediului și îmbunătățirea stării de sănătate a acestuia, în special în măsura în care această sănătate urmărește să includă preocupările elementelor non-umane. Ecologismul susține conservarea, restaurarea și/ sau ameliorarea mediului natural, și poate fi denumită o mișcare pentru controlul poluării. Din acest motiv, concepte, cum ar fi o etică de teren, etica de mediu, biodiversitate, ecologie și biopfilia schițează ipoteza predominant. În esența sa, ecologismul este o încercare de a echilibra relațiile dintre oameni și diferitele sisteme naturale de care depind în așa fel încât tuturor componentelor le sunt acordate un grad adecvat de respect. Natura exactă a acestui echilibru este controversată și există diverse moduri pentru problemele de mediu și felul în care ar trebui exprimate în practică. Ecologismul și preocupările legate de mediu sunt adesea reprezentate de culoarea verde, dar această asociere a fost însușită de către industria de marketing și este o tactică cheie de greenwashing. Ecologismul este opus față de anti-ecologism, care are o poziție sceptică față de multe perspective ecologiste.

## Definiții
Ecologismul denotă o mișcare socială care caută să influențeze procesul politic prin lobbying, activism, și educație, în scopul de a proteja resursele naturale și cele ale a ecosistemelor.
Un ecologist este o persoană care se poate exprima public despre mediul natural și gestionarea durabilă a resurselor sale prin schimbări în politici publice și a  comportamentului individual. Aceasta poate include sprijinirea practicilor, cum ar fi consumul informat, inițiative de conservare, investițiile în energie regenerabilă, eficiență îmbunătățită în economia materialelor, tranziția către noi paradigme de contabilitate, cum ar fi economia ecologică de reînnoire și de revitalizare a legăturilor noastre cu viața non-umană.
În diverse moduri (de exemplu, protestele și activismul la nivel local), ecologiștii și organizațiile ecologice sau de mediu căută să ofere lumii naturale o voce mai puternică în treburile umane.
În termeni generali, ecologiștii susțin gestionarea durabilă a resurselor, precum și de protecție (și de restaurare, atunci când este necesar), a mediului natural prin schimbări în politica publică și a comportamentului individual. În recunoașterea umanității sale, ca participant în ecosisteme, mișcarea este centrată în jurul valorii de ecologie, sănătate, și a drepturilor omului.

## Istorie
Preocuparea pentru protecția mediului a reapărut în diverse forme, în diferite părți ale lumii, de-a lungul istoriei. Spre exemplu, în Europa, regele Edward I al Angliei a interzis arderea cărbunelui de mare, după ce fumul degajat de acesta deveniseră o problemă, prin proclamarea de la Londra, din 1272. Poluarea aerului va continua să fie o problemă în Anglia, în special mai târziu, în timpul Revoluției Industriale, și de extindere în trecutul recent cu Marele Smog din 1952.

### Origini
În Europa, Revoluția industrială a dat naștere poluării moderne a mediului așa cum este, în general, înțeleasă astăzi. Apariția de fabrici mari și a consumului de cantități imense de cărbune și de alți combustibili fosili a dat naștere la poluarea aerului fără precedent și volumului mare de devărsări industriale chimice, adăugate la sarcina crescândă a dejecțiilor umane netratate. Primele legi moderne de protecție a mediului la scară largă, au venit sub forma de Actului Britanic Alkali, adoptat în 1863, de a reglementa poluarea aerului nociv (acidul clorhidric gazos), degajat prin procedeul Leblanc, utilizat pentru a produce carbonatul de sodiu (soda calcinată). Ecologismul a crescut din mișcare de agrement, care a fost o reacție la industrializare, creșterea orașelor, precum și agravarea poluării aerului și a apei.
În Anglia Victoriană, o mișcare timpurie "Back-to-Nature" care a anticipat ecologismul modern a fost susținută de intelectuali precum John Ruskin, William Morris și Edward Carpenter, care erau toți împotriva consumerismului, poluării și a altor activități care erau nocive pentru lumea naturală. Ideile lor, de asemenea, au inspirat diverse grupuri de proto-ecologiști din Marea Britanie, cum ar fi Societatea pentru Conservarea Comunelor, Societatea Kyrle, Societatea Regală pentru Protecția Păsărilor și Mișcarea Orasul Gradină, precum și încurajarea Ligii Socialiste și Mișcarea Clarion de a pleda pentru măsurile de conservare a naturii.

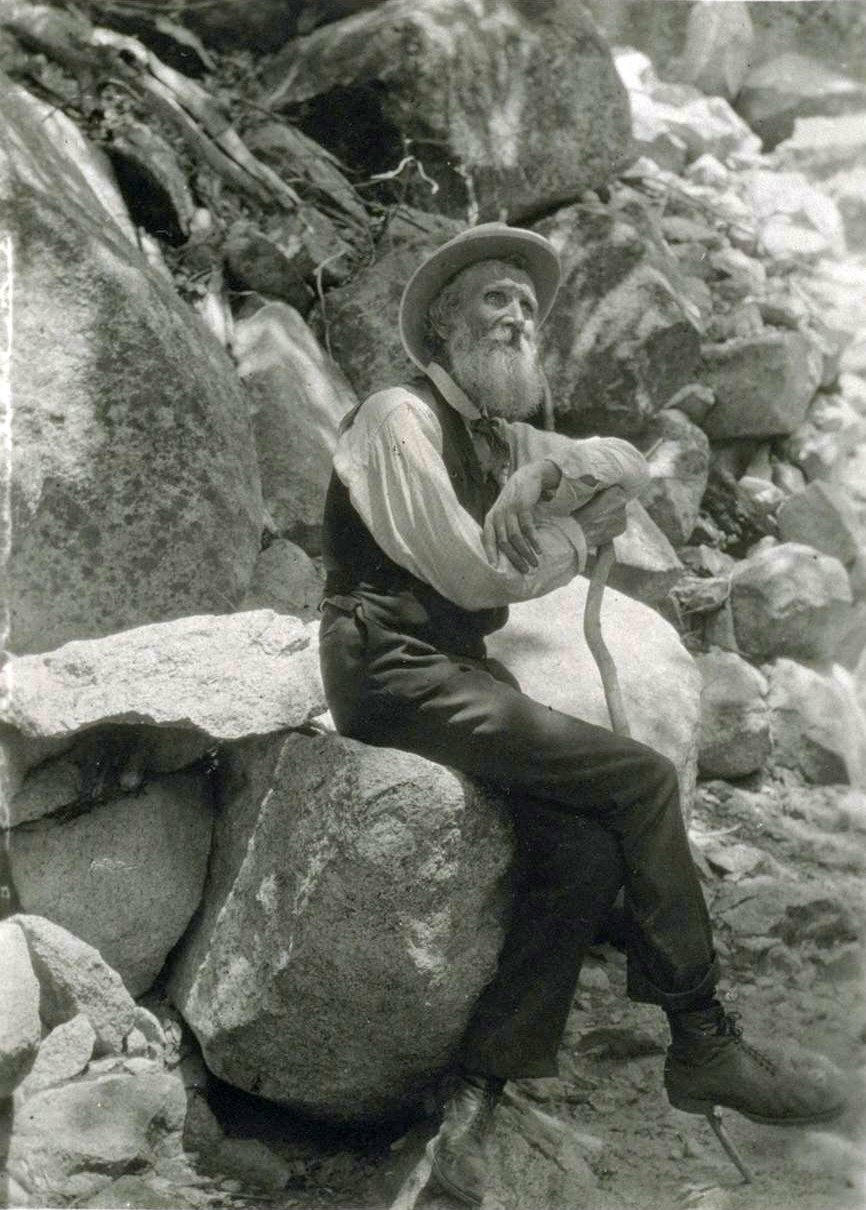
John Muir în 1907

În Statele Unite, începuturile mișcărilor ecologiste pot fi urmărite începînd cu anul 1739, deși nu earu numite ecologiste, ci considerate în continuare de conservare, până în anii 1950. Benjamin Franklin și alți locuitori din Philadelphia, citând "drepturile publice" au trimis o petiție Adunării din Pennsylvania pentru a opri depozitarea deșeurilor și de a elimina tăbăcăriile din cartierul comercial Philadelphia. Mișcarea SUA a început sa capete amploare în anii 1800, din preocupări pentru protejarea resurselor naturale ale Occidentului, cu personalități cum ar fi John Muir și Henry David Thoreau, care aduc contribuții filosofice cheie mișcării. Thoreau a fost interesat în relația oamenilor cu natura și a studiat acest lucru ducând un mod de  trai simplu și aproape de natură. El a publicat experiențele sale în cartea Walden, care susține că oamenii ar trebui să devină mai apropiați de natură. Muir a ajuns să creadă în dreptul inerent al naturii, mai ales după ce a petrecut mult timp în drumeții prin Valea Yosemite și studiind atât ecologia cît și geologia. El a făcut lobby cu succes în congres pentru a forma Parcul Național Yosemite, continuînd prin înființarea Clubul Sierra, una dintre cele mai vechi, mai mari, și mai influente la nivel local, organizații de mediu din Statele Unite ale Americii. Principiile conservașioniste, precum și credința într-un drept inerent al naturii aveau să devină piatra de temelie a ecologiei moderne.
În secolul 20, ideile ecologice au continuat să crească în popularitate și recunoaștere. Au început să fie făcute eforturi pentru a salva unele specii de animale sălbatice, în special bizonul american. Moartea ultimului porumbel pasager precum și periclitarea bizonului american a ajutat să se concentreze ideile conservaționiștilor și popularizarea preocupărilor lor. În 1916 a fost fondat National Park Service de către președintele american Woodrow Wilson.
Naziștii au avut elemente care erau de sustinere pentru drepturile animalelor, grădinile zoologice și fauna sălbatică, și a luat mai multe măsuri pentru a asigura protecția lor. În 1933, guvernul a adoptat o lege stringentă de protecție a animalelor.
Mulți lideri NSDAP, inclusiv Adolf Hitler și Hermann Göring au fost susținători ai protecției animalelor. Câțiva naziști erau ecologiști (în special Rudolf Hess), iar protejarea speciilor și bunăstarea animalelor au fost probleme semnificative la nivelul regimului. Heinrich Himmler a făcut eforturi de a interzice vânătoarea de animale. Göring a fost un iubitor de animale și ecologist. Actualele legi referitoare la bunăstarea animalelor din Germania sunt mai mult sau mai puțin o modificare a legilor introduse de regimul național-socialist.
În 1935, regimul a adoptat "Legea Reich privind protecția naturii". Conceptul de Dauerwald (cel mai bine tradus ca "pădurea perpetuă"), care a inclus concepte, cum ar fi gestionarea și protecția pădurilor, a fost promovat fiind făcute și eforturi pentru a reduce poluarea aerului.
În 1949, a fost publicată cartea „A Sand County Almanac” de Aldo Leopold.
Acesta a explicat că omenirea ar trebui să aibă respect moral pentru mediul înconjurător și că nu este etic să-i facă rău. Cartea este uneori numită ca fiind cea mai influentă carte privind conservarea.
De-a lungul anilor 1950, 1960, 1970 și după, fotografia a fost folosită pentru a spori sensibilizarea publicului cu privire la necesitatea de a proteja terenuri și în recrutarea de membri pentru organizațiile ecologiste. David Brower, Ansel Adams și Nancy Newhall au creat Seriile Expoziția Format Sierra Club, care au contribuit la sensibilizarea publicului în protecția mediului și a adus un val tot mai mare de noi membri la Sierra Club și în mișcarea pentru protejarea mediului în general. "Acesta este Dinozaurul", editată de Wallace Stegner cu fotografii de Martin Litton și Philip Hyde a împiedicat construirea barajelor în cadrul Monumentului Național Dinozaur, devenind parte a unui nou tip de activism numit ecologism ce a combinat idealurile conservationiste ale lui Thoreau, Leopold și Muir cu publicitatea cu impact puternic, lobbying, distribuția de carte, campanii de scriere de scrisori, și multe altele. Clubul Sierra a dus adesea la formarea de coaliții a mai multor grupuri de mediu, inclusiv Societatea Wilderness și multe altele. După un accent pe conservarea regiunilor sălbatice, în anii 1950 și 1960, Clubul Sierra și alte grupuri și-au lărgit concentrarea pentru a include aspecte cum ar fi poluarea aerului și a apei, controlul populației și reducerea exploatării resurselor naturale.
În 1962, a fost publicată cartea Primăvară tăcută (titlu original: Silent Spring), de biologul american Rachel Carson. Cartea a catalogat impactul asupra mediului al pulverizării fără discernământ de DDT, din SUA și a pus la îndoială logica de a elibera cantități mari de substanțe chimice în mediul înconjurător, fără a înțelege pe deplin efectele lor asupra ecologiei și sănătății umane. Cartea a sugerat că DDT-ul și alte pesticide pot cauza cancer și că utilizarea lor în agricultură a fost o amenințare la adresa faunei sălbatice, în special pentru păsări. Îngrijorare a opiniei publice ce a rezultat, a condus la crearea Agenției Statelor Unite pentru Protecția Mediului în 1970, care a interzis, ulterior, utilizarea agricolă a DDT-ului în SUA în 1972. Utilizarea limitată a DDT în combaterea vectorilor patogeni continuă și în prezent, în anumite părți ale lumii și rămâne controversată. Moștenirea cărții a fost de a produce o conștientizare mult mai mare a problemelor de mediu și de interes în modul în care oamenii afectează mediul. Cu acest nou interes în mediul a apârut și interesul în probleme cum ar fi poluarea aerului și scurgerile petroliere, precum și interesul asupra protecției mediului a crescut. S-au format noi grupuri de presiune, în special Greenpeace și Friends of the Earth, precum și organizațiile locale importante, cum ar fi Wyoming Outdoor Council, care a fost fondată în 1967.

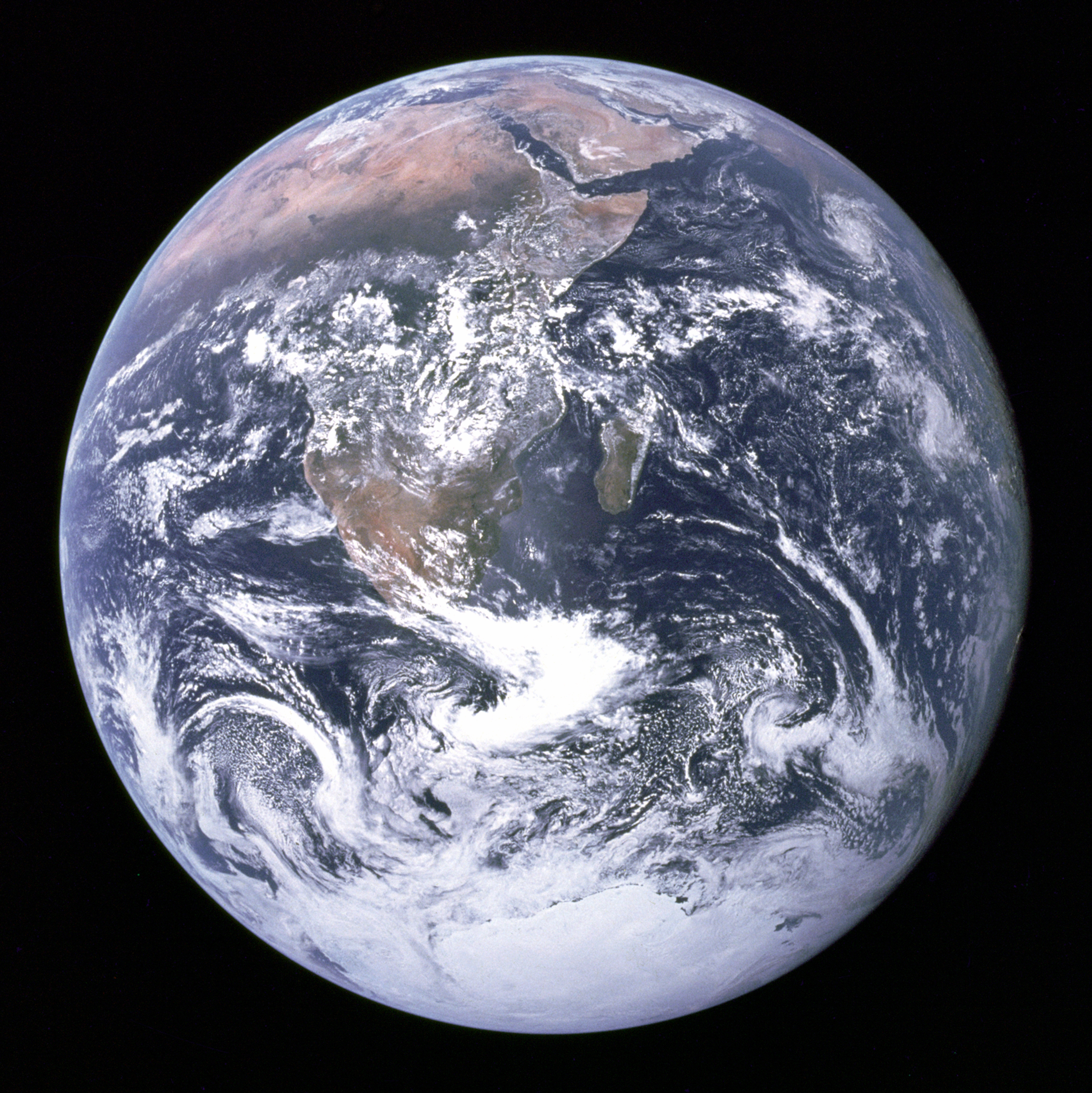
Istorica fotografie Mărgeaua albastră Ecologismul este o preocupare ce privește impactul umanității asupra Pământului și sistemelor sale naturale.

### Anii 1970
În anii 1970 mișcarea pentru protecția mediului a accelerat rapid atât în Statele Unite cât și în întreaga lume. În India s-a format Mișcarea Chipko, influențată de Mahatma Gandh, care au înființat rezistență pașnică împotriva defrișărilor de copaci, literalmente îmbrățișându-i (ceea ce duce la termenul de "tree huggers"). Metodele lor pașnice de protest și sloganul "ecologia este economia permanentă" au fost foarte influente.
O altă piatră de hotar a mișcării a fost crearea Ziua Pământului. Ziua Pământului a avut loc pentru prima oara în San Francisco și alte orașe pe 21 martie 1970, prima zi de primăvară. Aceasta a fost creat pentru a crește gradul de conștientizare asupra problemelor de mediu. La 21 martie 1971, a  Secretarul General al Organizației Națiunilor Unite, U Thant a vorbit despre Nava spațială Pământ de Ziua Pamantului, prin prezenta referindu-se la serviciile ecosistemului terestru ce ne sunt furnizate, și, prin urmare, obligația noastră să-l protejăm (și astfel, pe noi înșine). Ziua Pământului este acum coordonată la nivel global de către Rețeaua Ziua Pământului, și este celebrată în mai mult de 175 de țări în fiecare an.
Prima conferință majoră a ONU pe probleme internaționale de mediu, Conferința Națiunilor Unite privind Mediul Uman (de asemenea, cunoscută sub numele de Conferința de la Stockholm), a avut loc între 5-16 iunie 1972. Aceasta a marcat un punct de cotitură în dezvoltarea politicii internaționale de protecție a mediului.
De la mijlocul anilor 1970, mulți au simțit că oamenii erau pe marginea unei catastrofe de mediu. A început să se formeze mișcarea Back-to-the-land iar ideile eticii de mediului s-au alăturat cu sentimente împotriva războiului din Vietnam și altor aspecte politice. Aceste persoane locuiau în afara societății normale și au început să urmeze unele dintre teoriile mai radicale ale protecției mediului, cum ar fi ecologia profundă. În această perioadă ecologismul de masă a început să prezinte forță prin semnarea Actului Speciilor Pe Cale De Dispariție în 1973 și formarea tratatului multilateral CITES în 1975. Modificări semnificative au fost, de asemenea, adoptate în Statele Unite ale Americii în Legile - Clean Air Act și Clean Water Act.
În 1979, savantul britanic James Lovelock, a publicat Gaia: O nouă perspectivă asupra vieții pe Pământ, ce a dus ulterior către Ipoteza Gaia, ce susține că viața pe Pământ poate fi înțeleasă ca un singur organism. Acest lucru a devenit o parte importantă a ideologiei Deep Green. De-a lungul restului istoriei ecologismului au existat dezbateri și argumente între adepții mai radicali a  ideologiei Deep Green și a ecologiștilor obișnuiți.

### Anii 1980
În anii 1980 creșterea gradului de conștientizare a încălzirii globale și altor problemele legate de schimbările climatice au adus ecologismul în mare dezbatere publică. În 1986, organizația internațională de conservare World Wildlife Fund s-a redenumit însăși ca  Fondul Mondial pentru Natură, pentru a reflecta trecerea la o abordare mai strategică. Încă cunoscută sub numele de WWF, organizația a reunit autoritățile religioase care reprezintă cele cinci religii majore ale lumii (budism, creștinism, hinduism, islamism, și iudaismul), pentru a pregăti Declarațiile Assisi din 1986. Aceste declarații teologice, publicate de WWF și UNEP, au identificat responsabilitățile față de grija pentru natură ce e de așteptat din partea adepților fiecărei religii, oferind astfel motivația spirituală de acțiune pentru protecția mediului. Textele complete, prin declarații suplimentare similare din Bahá'ísm, jainism, șintoismul, Sikhism și zoroastrism au fost ulterior incluse în publicația din 2003 "Faith In Conservation" a Băncii Mondiale.

### În prezent
Ecologismul s-a schimbat pentru a face față noilor probleme, cum ar fi încălzirea globală, suprapopularea și ingineria genetică. Mulți tineri din societatea de astăzi sunt mult mai conștienți de starea planetei, deoarece au crescut cu Ziua Pământului. Scoala de Eco Cluburi are acum de lucru pentru a crea noi idealuri de viitor, prin intermediul școlilor durabile și a altor modificări minore în viața studenților, cum ar fi cumpărarea produselor alimentare ecologice, îmbrăcăminte și articole de îngrijire personală.
Cercetări recente demonstrează un declin abrupt în interesul publicului în 19 domenii diferite de interes ecologic.  Americanii sunt mai puțin probabil să participe activ la o organizare sau mișcare privind protecția mediului și mai multe sanse de a-i identifica drept "antipatici" față de o mișcare de mediu, decât  în anul 2000. Aceasta este probabil un factor persistent al Marei Recesiuni din 2008.

## Organizații și conferințe
Organizațiile de mediu pot fi la nivel mondial, regional, național sau local, ele pot fi administrate de stat sau private (ONG-uri). Activitatea ecologistă există în aproape fiecare țară. Mai mult decât atât, grupurile dedicate pentru dezvoltarea comunității și justiției sociale de asemenea se concentrezeă pe probleme de mediu.
La nivel internațional, preocuparea pentru mediu a fost subiectul unei conferințe a Națiunilor Unite privind Protecția Mediului de la Stockholm, în 1972, la care au participat 114 națiuni. Din această întâlnire s-a dezvoltat UNEP (Programul Națiunilor Unite pentru Mediu) și a urmat Conferința Națiunilor Unite pentru Mediu și Dezvoltare din 1992. Alte organizații internaționale în sprijinul dezvoltării politicilor de mediu includ Comisia pentru Cooperarea în Domeniul Mediului (ca parte a NAFTA), Agenția Europeană de Mediu (EEA), și Grupul interguvernamental de experți în evoluția climei (IPCC).
La nivel mondial, activeaza mai multe organizații de protecție a mediului, dintre acestea mai notabile sunt:

### Organizații interguvernamentale
- Grupul interguvernamental de experți în evoluția climei
- IPCC
- Programul Națiunilor Unite pentru Mediu
- United Nations Environment Programme (UNEP)
- World Wide Fund for Nature

### Organizații  non-governmentale
Aceste organizații non-guvernamentale sunt implicate în Gospodărirea mediului înconjurător, lobby, susținere, și / sau eforturi de conservare:
- Mișcarea Anti-nucleară
- Conservarea Internațională
- Consiliul Administrării Forestiere
- Friends of the Earth
- Greenpeace
- International Union for Conservation of Nature (IUCN)
- World Wide Fund for Nature

## Critici
Critica ecologismului are tendința de a se împărți în două mari categorii: scepticismul de mediu și anti-ecologismul. Scepticii de mediu, cum ar fi Bjørn Lomborg (autorul cărții „The Skeptical Environmentalist”) contestă pretențiile ecologiștilor, sustinând că sunt fie inexacte, fie exagerate.
Pe de altă parte, anti-ecologiștii, acceptă multe dintre afirmațiile făcute de către ecologiști, dar în același timp acceptă că schimbarea este inevitabilă, indiferent de cauză și viteză. Ei nu neagă impactul umanității, însă contestă argumentul că umanitatea poate ucide planeta, invocând mai multe miliarde de ani de istorie a vieții, ca o dovadă că aceasta este mai rezistentă decât cum cred mulți ecologiști.